# Zaur Chapow
Zaur Zalimbijewicz Chapow (ros. Заур Залимбиевич Хапов, ur. 21 października 1964 w Nalczyku) – rosyjski piłkarz grający na pozycji bramkarza. W swojej karierze rozegrał 2 mecze w reprezentacji Rosji.

## Kariera klubowa
Swoją karierę piłkarską Chapow rozpoczął w klubie Spartak Nalczyk. W 1982 roku awansował do pierwszego zespołu i wtedy też zadebiutował w jego barwach we Wtorej Lidze. W 1983 roku odszedł do SKA Rostów nad Donem. Na koniec sezonu awansował z nim do Wysszej Ligi. W 1987 roku przeszedł do Spartaka Moskwa. Nie rozegrał w nim żadnego ligowego meczu, a Spartak został mistrzem kraju. W latach 1985–1986 Chapow ponownie bronił barw Spartaka Nalczyk, a w 1988 roku występował w Szynniku Jarosław.
W 1989 roku Chapow przeszedł do Dinama Tbilisi. W 1990 roku po uzyskaniu niepodległości przez Gruzję klub ten zmienił nazwę na Iberia Tbilisi. W sezonie 1990 Chapow wywalczył z Iberią tytuł mistrza Gruzji.
W 1991 roku Chapow został zawodnikiem Spartaka Władykaukaz, który w 1996 roku przemianowano na Ałaniję. W sezonie 1992 zdobył ze Spartakiem wicemistrzostwo Rosji, a w sezonie 1995 wywalczył pierwszy w historii klubu tytuł mistrzowski. W sezonie 1996 został wicemistrzem Rosji.
W 2000 roku Chapow przeszedł do Lokomotiwu Moskwa. Był w nim rezerwowym bramkarzem. W sezonie 2000 zdobył z Lokomotiwem Puchar Rosji oraz wywalczył wicemistrzostwo tego kraju. W latach 2001–2003 grał w rezerwach Lokomotiwu, w których zakończył karierę.
| Sezon | Klub                        | Kraj   | Rozgrywki       | Mecze | Gole |
| ----- | --------------------------- | ------ | --------------- | ----- | ---- |
| 1982  | Spartak Nalczyk             | ZSRR   | Wtoraja Liga    | 22    | 0    |
| 1983  | SKA Rostów nad Donem        | ZSRR   | Wtoraja Liga    | 1     | 0    |
| 1984  | SKA Rostów nad Donem        | ZSRR   | Wysszaja Liga   | 0     | 0    |
| 1985  | Spartak Nalczyk             | ZSRR   | Wtoraja Liga    | 30    | 0    |
| 1986  | Spartak Nalczyk             | ZSRR   | Wtoraja Liga    | 32    | 0    |
| 1987  | Spartak Moskwa              | ZSRR   | Wysszaja Liga   | 0     | 0    |
| 1988  | Szynnik Jarosław            | ZSRR   | Pierwaja Liga   | 30    | 0    |
| 1989  | Dinamo Tbilisi              | ZSRR   | Wysszaja Liga   | 6     | 0    |
| 1990  | Iberia Tbilisi              | Gruzja | Umaglesi Liga   | 29    | 0    |
| 1991  | Spartak Władykaukaz         | Rosja  | Priemjer-Liga   | 14    | 2    |
| 1992  | Spartak Władykaukaz         | Rosja  | Priemjer-Liga   | 27    | 0    |
| 1993  | Spartak Władykaukaz         | Rosja  | Priemjer-Liga   | 35    | 0    |
| 1994  | Spartak Władykaukaz         | Rosja  | Priemjer-Liga   | 32    | 0    |
| 1995  | Spartak-Ałanija Władykaukaz | Rosja  | Priemjer-Liga   | 33    | 0    |
| 1996  | Ałanija Władykaukaz         | Rosja  | Priemjer-Liga   | 18    | 0    |
| 1997  | Ałanija Władykaukaz         | Rosja  | Priemjer-Liga   | 29    | 0    |
| 1998  | Ałanija Władykaukaz         | Rosja  | Priemjer-Liga   | 27    | 0    |
| 1999  | Ałanija Władykaukaz         | Rosja  | Priemjer-Liga   | 23    | 0    |
| 2000  | Lokomotiw Moskwa            | Rosja  | Priemjer-Liga   | 2     | 0    |
| 2001  | Lokomotiw-2 Moskwa          | Rosja  | Wtoroj diwizion | 8     | 0    |
| 2002  | Lokomotiw-2 Moskwa          | Rosja  | Wtoroj diwizion | 3     | 0    |
| 2003  | Lokomotiw-2 Moskwa          | Rosja  | Wtoroj diwizion | 1     | 0    |

## Kariera reprezentacyjna
W reprezentacji Rosji Chapow zadebiutował 29 stycznia 1994 roku w zremisowanym 1:1 towarzyskim meczu ze Stanami Zjednoczonymi, rozegranym w Seattle. Ogółem w kadrze narodowej wystąpił dwukrotnie (oba mecze rozegrał w 1994 roku).